# 2019冠狀病毒病疫情相關爭議

本條目主要介紹在2019冠狀病毒病疫情中全球各地關於防疫措施、種族歧視等的争论與謠言。

## 预言或巧合
2月，冠狀病毒病疫情爆發后，电子游戏《瘟疫公司》迅即窜上热销榜首。但随后，開發商表示收到中國政府通知，該遊戲因为違反中國相关法律法规，在中国大陆地区遭到下架。该游戏在疫情发生后不久被发现曾有中國玩家“SPolar”在2015年開發「冠狀病毒」Mod，把情境設定在2003年SARS疫情17年之後，並敘述道，「2020新的冠狀病毒變種出現在世界上」、「這種病毒和SARS有一定的相似性」。因此他被玩家们戏称“预言家”。

## 各地應對疫情的相关争议

### 印尼
2月2日，印度尼西亞從中國湖北省撤出238名學生，但衛生部並未就其進行採驗。印度尼西亞衛生部高級官員溫德拉（Windra Waworuntu）於6日的記者會表示，對現在所有正在隔離中的人進行檢測，一次必須花上10億盧比的經費，而且每人至少需要測試兩次，以提高準確性，是一件很昂貴的事。
2月11日，哈佛大學陳曾熙公共衛生學院研究院表示，根據統計模型推測，印度尼西亞與柬埔寨兩國可能低估感染人數，並且建議兩國加強檢疫。該研究是依據中國武漢與全球各地的旅行量，以及透過廣義線性回歸模型來推算26個地點可能產生的確診數。對此，印度尼西亞衛生部衛生研究與發展局長Siswanto作出反駁，指研究僅基於數學模型來預測冠狀病毒病的傳播情況。印度尼西亞衛生部長則表示並未隱藏相關疫情。
東南亞國家協會亦對此展開調查，並於2月12日發布相關報告，指印度尼西亞當局目前雖無確診病例，但有數名患者正在觀察中，醫院也都有依照國際規範做好相關準備。
至於印度尼西亞政府所選的隔離區域為納土納群島，但因沒有事先通知當地居民，使得民眾聚集在地方議會及海軍基地示威，要求政府撤離中心必須遠離住宅區。
3月14日，《雅加達郵報》報道印尼總統佐科·維多多承認爲了避免群衆恐慌，有隱瞞一些2019冠狀病毒病疫情的情況。

### 伊朗
2月24日，伊朗勞動新聞社指出，庫姆市有50人受冠狀病毒病死亡，並表示庫姆市有超過250人遭隔離。伊朗衛生部否認該則報導，指出新型肺炎死亡人數維持12人，確診人數就增至61人，另外大約900宗懷疑個案正接受檢測。

### 烏克蘭
2月20日，波爾塔瓦居民反對當地設置隔離營，安置由武漢回國的烏克蘭公民。示威者一度設置路障及焚燒雜物，其後與警方爆發衝突，示威者向警員及運載隔離人士的旅遊巴投擲石塊，最終有十多人被捕。衛生部長斯卡列茨卡表示願與隔離人士一同隔離14日，以緩解居民憂慮。

### 澳大利亞
2020年1月31日，英國廣播公司及now新聞台報道指，澳洲政府決定，從中國武漢撤出的僑民須在距澳洲本土2,000多公里的海外領地聖誕島隔離14日，而由於聖誕島以拘留中心聞名，且這些僑民大多是澳洲籍華人，故在僑民中引發爭議，認為是歧視他們不是白人，將他們關入非本土的「拘留所」而不是醫療條件更好的場所，島上居民亦批評未徵詢他們意見就送不想要的人上島；澳洲政府則回應指這是專業醫療人員建議的短期內最好方式，認為無可能清空一間大城市醫院安置，承諾將運送「重量級」醫療設備及派遣醫療隊登島建醫院，且不會讓隔離區的僑民接觸島民。
2月1日，澳大利亞外交貿易部升級針對中國大陸的旅遊警告，勸喻國民完全不要前往中國大陸，並宣布即日起禁止14天內到过中国大陸的非澳大利亚公民入境。自中国大陸返回的澳大利亚公民、永久居民及家属、合法监护人或配偶可以入境，但須在入境時承諾自我隔离14天。
2月3日，香港電台及東網報道，有經香港轉機的中國留學生說他在入境禁令下，將入境卡上「China」劃掉改為「Hong Kong」，成功騙過布里斯班機場關員入境澳洲。《香港01》指他的行為在網上引發批評，有人更聲言要起底他，或是呼籲澳洲內政部下令永久禁止其入境。
2月4日，《悉尼晨鋒報》指中華人民共和國大使館對突如其來的「封關」決定感到不快，認為沒有留給民眾足夠準備時間，期待澳洲政府能向受影響人士支付賠償。
2月5日，澳大利亞廣播公司（ABC）報道，因政府在暑假期間宣布對到過中國大陸人士的入境禁令，許多中國留學生無法開學時返回澳洲，令澳洲高等教育領域陷入混亂。有中國留學生表示收到學校郵件，指安排線上學習，但就擔心受中華人民共和國網絡審查影響，Google Scholar等學術網站無法正常使用，會給學業帶來困難，在澳洲的租屋亦不知如何處理；另有中國留學生認為澳洲政府面對疫情蔓延，做出如此決策屬正確，但打亂了他將來的工作計劃，認為學校應考慮推遲開學時間等應對方案。

## 侨民撤离相關爭議
因應肺炎疫情2020年1月大規模爆發，多國派包機從中國武漢撤僑。1月29日，《讀賣新聞》引述日本外務省官員，指政府此次由外務大臣茂木敏充直接致電中華人民共和國國務委員兼外交部長王毅請求從中國武漢撤僑，此後雙方政府協商，日本最初準備1次派2架包機前往武漢，而中華人民共和國僅同意派遣1架。官員認為此次「撤僑作戰」最大的障壁是中華人民共和國政府的應對，稱其遲遲未能批出機場使用許可，理由是難以確保重開機場所需人手；又指各國爭相撤僑，互相爭搶起降時間，令情況更加混亂。
1月30日，英國廣播公司報道，原定當日飛回英國的撤僑包機未獲得中華人民共和國政府許可，未能按原定計劃起飛，而中華人民共和國不承認雙重國籍，不允許有中華人民共和國籍的家屬登上撤僑飛機，英國外交部已對此於1月28日提出交涉。翌日，now新聞台指英國成功爭取中國放行，飛機成功起飛。
1月30日，Channel A報道韓國原定白天連續派出2架飛機撤僑，而中華人民共和國僅同意在夜間派出1架飛機撤僑，並指美日韓都是如此，說韓國政府官員向他們透露，唯一原因是中華人民共和國政府不想撤僑畫面傷及自身威信。翌日，《朝鮮日報》報道此事時，亦引述大韓民國外交部官員指，這是因為中華人民共和國想降低大量外國人離開中國大陸的受關注程度。日本放送協會（NHK）此後報道日本撤僑情況時，訪問的政府人士亦做出類似表述。
2月3日，中華人民共和國外交部回應一則有關加拿大撤僑的問題時，表示「对于撤离本国在武汉公民的国家，中方根据国际惯例，依照中方有关防疫规定，做出相应安排并为此提供必要协助和便利。有关国家都对中方表示感谢。」
2月5日，日本放送協會（NHK）報道，日本前3架撤僑包機均未獲中華人民共和國政府允許接載日本人的中華人民共和國籍配偶者，有日本男性及10個月大嬰兒被迫與中國妻子分離，政府正持續交涉。翌日，日本派出第4架包機撤僑，首次獲中華人民共和國政府允許基於人道理由，接走日本人配偶及子女等非日本公民。

## 宠物感染病毒相关爭議
有消息稱貓狗等伴侶動物也可能傳染病毒。世界衛生組織在Facebook上表示沒有證據顯示貓狗等伴侶動物會被傳染，建議與寵物接觸後洗手。1月29日，傳染病學家李蘭娟在中國中央電視台《新聞1+1》表示，2019冠狀病毒病會在哺乳類動物之間傳播，若寵物有接觸亦需監控。漁農自然護理署稱未有詳細資訊，建議回家後替寵物清潔。行政院農業委員會指尚無報告顯示寵物可以感染冠狀病毒病，原則上各種動物有其感染的不同冠狀病毒。中國黑龍江省訥河市宣傳部官方微信公眾號及市政府官網曾在1月26日發布通知，提及為防控肺炎疫情，將捕殺清理全市流浪貓狗，在牲畜焚燒點統一處理，引發關注。28日領導小組受訪時稱並不知悉有此公告，而公告亦已被官方刪除，官方微博說明不會捕殺流浪貓狗，而是會給予「集中收養處理」。
台湾《自由時報》懷疑中国大陆媒体誤解李蘭娟原話，反对「寵物也會感染新型肺炎」的说法。《新聞1+1》在官方微博上發文表示李蘭娟說法是提醒不要讓寵物接觸疫情，呼籲不要殘酷對待動物。然而仍有隔離和撲殺動物的情形發生，有人因此將自家寵物摔死。中國江蘇省無錫市一屋苑暫未發現被傳染的屋主早前因工作關係被隔離，期間和社區協商好將寵物貓隔離至陽台待朋友帶走，然而社區前往房中消毒時將貓帶往荒地活埋并「深埋」。浙江杭州江干区一小区有居民偷饲养雉鸡，据调查该雉鸡是住户过完年带回来的。社区工作人员及江干区城管赶到现场将雉鸡进行捕杀及消杀工作。
香港愛護動物協會擔心此次疫情有機會重演SARS事件中寵物棄養潮，呼籲寵物主人不要棄養寵物。
2月28日，香港漁農自然護理署表示，一名香港確診患者飼養的寵物狗「寶貝」經三次檢測，病毒採樣為「弱陽性」。世界動物衛生組織表示，暫無證據顯示寵物與家畜會感染COVID-19，也沒有證據顯示寵物和家畜會將病毒傳染給人類。台灣行政院農業委員會則表示，針對近日香港犬隻檢出冠狀病毒病「弱陽性」，日前已召開專家會議，指參考世界衛生組織、世界動物衛生組織及世界小動物獸醫師協會等資料後，人類確診個案共居的犬貓，只要配合其他家中成員進行隔離觀察即可，無需過分擔憂。
3月5日，香港大學公共衞生學院、香港城市大學賽馬會動物醫學及生命科學院及世界動物衛生組織一致認為該寵物犬為全球首例確診COVID-19的犬類。香港醫學會傳染病顧問委員會主席梁子超也表示，也不排除狗傳染給狗的可能性，因此現階段避免狗隻與其他動物接觸。香港漁農自然護理署助理署長薛漢宗表示，該寵物犬已排除是受環境污染，將比對患者與狗隻病毒基因吻合度。3月12日至13日期間，漁農自然護理署再次安排血清测试，两次测试均为阴性，认为“狗隻的免疫系統沒有呈強度的免疫反應，亦顯示現階段其血液內的抗體不足以被測量”，由于病毒需要在宿主14日或以上才能产生检测的抗体量，之后会再安排抽血检测。14日已将狗只交还给狗主。3月16日，该隻寵物狗死亡，漁護署表示，飼養人不願意為狗進行驗屍確定死因。3月18日，據《南華早報》援引某醫療機構表示，這只高齡且有其他潛在疾病的博美犬極不可能（very unlikely）因COVID-19而病逝。
3月27日，比利时列日市一只宠物猫确诊COVID-19。
5月，法國一隻寵物貓确诊COVID-19。
7月，英國一隻寵物貓确诊COVID-19。

## 供应争议

### 个人及家庭

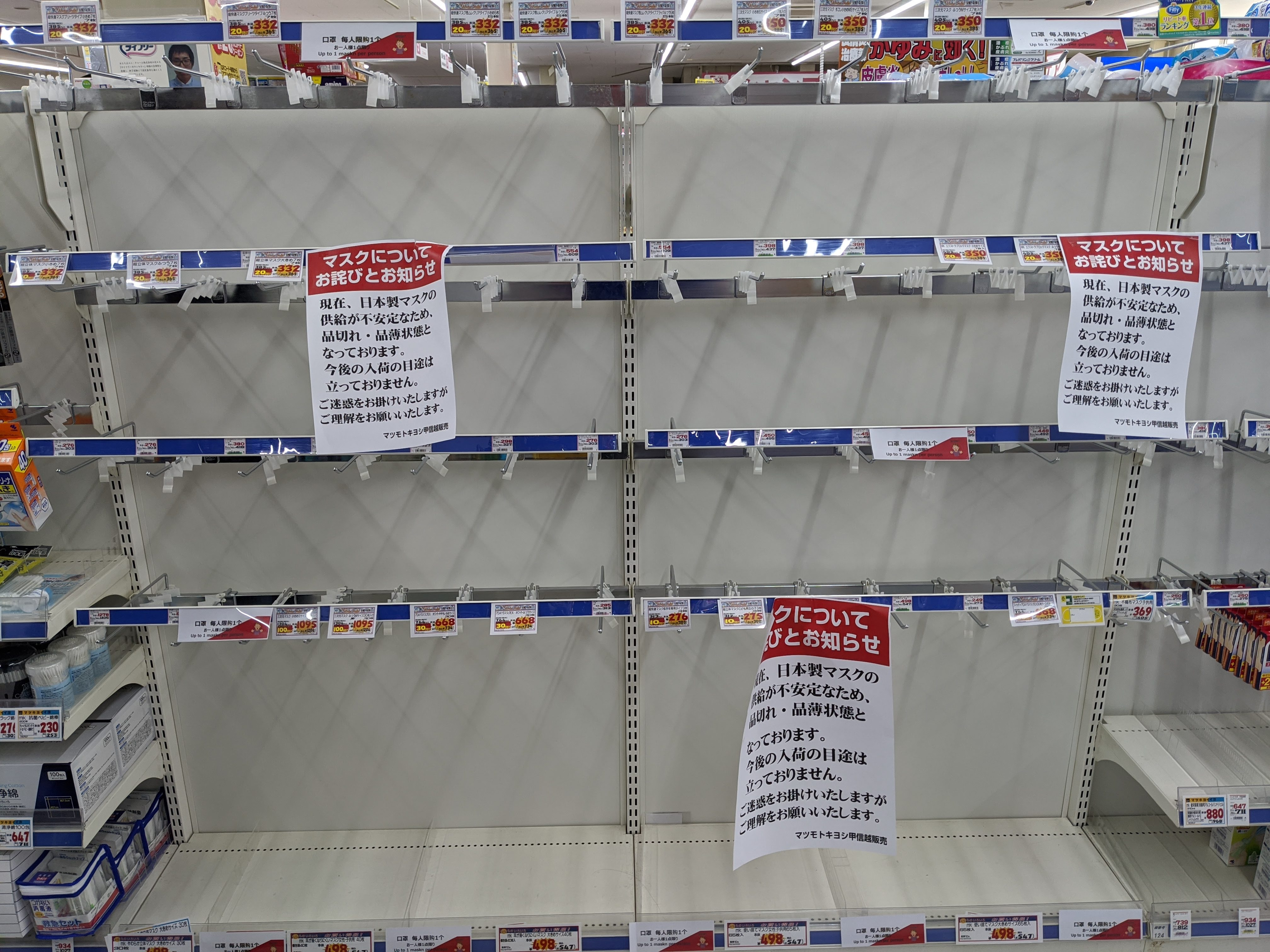
日本长野县一间松本清药房贴出口罩售罄的告示

在中国大陆，1月23日，有顧客到上海一家藥房排隊近一小時來限購一包口罩，30分鐘後已經銷售一空。而由于多地口罩售罄，一些不法分子开始售卖假冒口罩，尤其是3M品牌的较多，对此监管部门表示将严查相关违法行为。1月29日，《明報》報道各地亦有處罰乘機抬價的行為。
2月4日，《明報》報道中國大陸有人趁口罩短缺，出售假口罩斂財，湖南及湖北公安破獲多宗假口罩案，涉及大約250萬假口罩，湖南的197萬假口罩已幾乎全數流入市場。
2月8日，中華人民共和國工業和信息化部在官方微博上表示由於口罩解析消毒需要7-15日，增產的口罩可能近期才會上市，又預計近期會有大量口罩上市。
2月12日，多間日本傳媒報道，有因涉嫌詐騙而被日本通緝的中國人2月2日抵達關西機場後被捕，供述稱因為中國疫情擴大，買不到口罩，想回日本買口罩。
在日本也有不少中國大陸遊客到當地藥妝店掃貨，以致出現口罩缺貨的情況；口罩製造商需要連夜趕工以應對需求。
在美國華盛頓州出現首例COVID-19病例後，西雅圖和鄰近的加拿大華人居民搶購抗病毒口罩，作代購讓親戚朋友使用。

### 医疗机构
2月16日，now新聞台報道，針對中國及日本有醫護人員被感染，世界衛生組織總幹事譚德塞在慕尼黑安全會議上特別指出，要確保前線醫護人員保護裝備充足。
全國護士聯盟的調查發現，美國大部分的醫院及健康設施并未做好應對COVID-19的措施。截至3月3日的調查顯示，只有63%的受訪醫護人員獲發N95口罩，以及只有30%的受訪者稱僱主有足夠的個人防護裝備存貨。
美国多地公共健康实验室向美国联邦政府表示抗议，批评美国疾控中心向各州发放试剂盒的速度过慢，要求开放各地自行生产试剂的权限。除美国疾控中心总部外，全美仅5州具备核酸检测的能力。这五个州合计确诊人数即占美国累计确诊人数的三分之二。美国疾控中心国家免疫和呼吸系统疾病中心主任南希·梅森尼尔表示，目前美国境内有十几个州级和地方级卫生部门可以进行病毒核酸检测，但检测阳性结果需要由CDC总部第二次核查。梅森尼尔同时希望商业实验室的测试能力能尽快跟进。同时，美国疾控中心发放的部分核酸检测试剂盒出现“实验结果不可读”的情况。一家国家公共卫生实验室呼吁食品和药物管理局允许他们开发和使用自己的检测。夏威夷政府对检测能力的缺乏感到非常震惊，夏威夷方面请求疾控中心允许使用日本的检测方法。
3月7日，加州有護士發表匿名公開信，聲稱包括一批醫護人員照顧COVID-19患者後，出現COVID-19病徵，並須接受14天隔離，但疾控中心卻以他們照顧病人時有穿着防護衣為由拒絕為他們進行病毒檢測，亦有護士表示因缺乏檢測所必需的物資，出現COVID-19病徵的醫護人員亦不能進行檢測。
3月17日，《每日郵報》報道國民保健署派發給社區診所的口罩，有效期是至2016年，并且使用2021年到期的標簽覆蓋。國民保健署對此回應，這批過期口罩已經經過嚴格測試，沒有問題。英國獨立電視台反應急症室的醫護缺乏個人防護裝備(PPE)。亦有前綫醫護向《衛報》反應，從周末開始英格蘭各大醫院收到政府降級防疫裝備的建議，和「請按照『季節性流感』防疫就好」的指示，認爲政府在送他們去死，對政府和領導失去信心。

### 国际贸易问题
2月25日，白宮貿易顧問納瓦罗在接受福斯财经网採訪時就表示，中國目前正禁止所有3M口罩從當地出口至美國，試圖令美國無法購入口罩，但美國將撤回四間專門生產口罩的公司回國，以反擊中國。3月5日，中华人民共和国商务部外贸司司长反驳納瓦罗说法称，口罩属于自由贸易产品，中国政府未设置任何贸易管制措施，中国商务部从未发布过有关口罩及其生产原材料出口的禁令。并指中国政府将在口罩等医疗防护物资方面给予有关国家力所能及的援助，支持各国抗击疫情。
3月4日，德国宣布禁止出口与治疗COVID-19相关的医疗防护装备，包括口罩、手套等。其后在7日，媒体报道称德国海关查扣了一輛运载有24萬片防護口罩的瑞士公司的運輸車。报道称，這些防護口罩是向中國等國家進口，德國公司大量訂購後，瑞士公司也購買了一部分，透過運輸車送往瑞士，不過銷售渠道已被中斷，德方的禁令影響到歐盟國家、非歐盟國家的出口。瑞士方面称，此举嚴重打擊防疫工作，因為瑞士幾乎沒有生產醫療耗材，同时指控此舉已經不是第一次。为此瑞士已緊急召見驻德國大使，抗議德國的出口禁令，要求德國立刻放行。11日，德國再次扣留瑞士的外科手套，瑞士方面還被意大利攔截了一批消毒水。有消息人士稱，瑞士經濟部長親自與德國聯邦經濟大臣通話後，物資已被放行，德國又稱“扣押是一時疏忽”。至于被拦截的消毒水，瑞士聯邦經濟事務秘書處指正與意大利當局聯絡。一直到13日，德國予以放行義大利訂購的医疗物资，但意大利方面發現滯留的口罩突然消失。對此，訂購了口罩的義大利公司「Dispotech」的所有者莫妮卡·莫塔洛蒂表示，這些口罩是要捐給民防部門和醫院使用的，并表示：「我們正在努力將口罩帶回義大利，但必須先知道它們現在流落到何處」。3月14日，意大利民防部部长安杰洛·博雷利在新闻发布会表示，有约1900万意方订购的口罩被原产国或途径国征用。
3月21日，意大利拉齐奥大区政府抗议波兰海关扣押其2.3万只在波兰购买的FFP2口罩。此前波兰政府于3月20日推出的一项政令规定，企业出口护目镜、防护服、FFP2/FFP3口罩、一次性医用口罩、鞋套、医用手套、消毒液等产品，需要通知所在地的省政府，省政府将会向总理提交申请，由总理作出最终决定。意大利外交部已经介入此事。
3月下旬，德军後勤采购局订购的一批FFP2口罩，本应在3月20日运抵德国，但在肯尼亚失踪。德军已经要求这家口罩厂商就此事件给出一个解释，而德国国防部称，德国海关总署正在介入调查这起事件。德国政府内部人士猜测，鉴於口罩是当前全世界炙手可热的物资，生产厂商很有可能是获得了其他客户更高的报价，从而将600万枚原定给德军的口罩专卖他人。还有一种可能性则是犯罪团伙在机场盗走了口罩，在黑市上高价出售。
3月24日，意大利政府宣布扣押一批运往希腊的近2000套呼吸器具。
3月，中国向欧洲、亚洲多国出口的医疗物资被曝質量問題，中国出口荷蘭、芬蘭的口罩被指不合格，菲律宾、西班牙、捷克、土耳其、马来西亚等多个国家出現中国生產的病毒快速测试试剂错误率过高的情況。对于西班牙销售的病毒快速测试试剂错误率过高的问题，中国方面澄清该批次的测试试剂既不是中国政府援助医疗物资的一部分，生产公司也不是中国政府提供可供采购物资企业名单之一，物资也是当地的代理商自行从中国采购，该生产公司是有取得欧盟CE认证的，3月26日，西班牙方面澄清已经重新检验试剂并确认了效果，会继续履行与该公司的采供合同。3月30日，有記者就中國出口物資不合格問題詢問中國外交部發言人華春瑩。華春瑩表示，中方的幫助，心意是真誠的，希望不要對此事進行政治化解讀。中國收到的外國援助物資也有不合格的情況出現。4月2日，华春莹又就荷蘭口罩問題表示，是荷蘭误将非医用口罩用于医用，並藉此再次譴責个别媒体炒作中国产品质量问题。4月9日，外交部发言人赵立坚就芬兰从中国广州运来的一批医用口罩和呼吸器面罩经检测后未能达到在医疗环境中使用的标准一事时表示，“希望外界在事实没有调查清楚之前，不要轻易下结论”。4月13日，因多国相继对来自中国的防疫用品采取退货，认为“质量问题严重”，扰乱防疫用品出口秩序，“严重影响国家形象”，中國當局禁止兩家中國公司出口防疫用品。4月24日，加拿大政府表示从中国进口的100万个KN95口罩未达严格的标准，将无法提供给医护人员使用。
4月1日，法國大東部大區区长向媒體表示，法國準備從中國進口的口罩在中国机场的停机坪被美国人出高價格強行买走。区长對美國強買舉動進行譴責。
4月26日，中国商务部外貿司司長李興乾表示，中國從來没有限制防疫物資出口，而是想方設法為世界各國的採購提供便利和支持，強調各國在中國的商業及防疫物資採購渠道完全暢通。此前媒体报道的“中國限制出口”“完全是曲解和誤讀”。
4月27日，印度医学研究理事会表示，由于准确度太低，该机构要求印度各邦停止使用从两家中国公司订购的病毒抗体试剂并予以退货。
4月28日，中国驻印度使馆对印方的决定深表关切，该使馆称中国的產品質量合格，並認為印方對中國產品存在偏見。
由于不合格防疫物资出口的情况大量发生，5月10日起，中國大陸暂停以市场采购贸易方式出口涉及2019冠狀病毒病的防疫物资，只能以嚴格監管下的一般贸易方式出口。
6月，美国司法部向美国纽约东区联邦地区法院控告一家中国廣東公司向美方出售近50万个造假且不合格的N95口罩。

## 其他商品供应争议
由于2019冠状病毒病极大的削弱了各类商品的生产、运输各个环节的能力，因而不仅口罩和其他个人防护用品出现短缺，其他各类商品亦有出现短缺问题；居民的恐慌性购物则更加剧了各类商品的短缺。
在香港，超市食品和日用品货架几乎被清空，BBC称这种抢购潮为“集体歇斯底里”。
2020年1月26日，中国广东省汕头市宣布即将封城。不同于武汉等城市在凌晨宣布封城，清晨实施，汕头此次是在上午公告的，结果直接导致当地蔬菜、大米遭抢购，大米价格在封城令发布至撤销的两小时内翻倍。汕头市政府不得不宣布撤销封城通告。
进入2020年3月，随着疫情在世界多国蔓延，中国大陆居民担忧粮食输出国限制粮食出口，开始抢购大米。中国商务部官员不得不专门在新闻发布会上表示中国国内存粮充足，民众无需抢购。
在香港、澳大利亚、英国、美国等地，厕纸出现短缺。
数码产品，因疫情导致的需求上升和生产能力降低，自然亦难逃短缺厄运。2020年第一季度的主板和显卡的出货量达到历史新低。2020年9月21日，显卡芯片制造商英伟达为其推出的新一代显卡供应短缺而道歉；其CEO黄仁勋在一次采访中表示，其显卡的短缺可能要持续到2021年。2020年冬季发布的第九世代游戏机亦遭遇缺货。PlayStation 5的官方售价为499美元，在美国，其市场价格翻了一倍；在尚未正式上市的中国大陆，市场价格则达到官方售价的三至四倍；在日本的横田基地，美军官兵需要抽签以获得购买新游戏机的资格。

## 排外与歧視

### 职业歧视
2月22日，日本灾害医学协会近日发表抗议声明，表明参与COVID-19防疫治疗工作的医护人员正在受到职场内外的不当对待。声明指出。医护人员们参加灾害派遣医疗队，服务于撤侨隔离设施和钻石公主号一线。然而，医护人员受到歧视的事件层出不穷。有的在单位被称为“病菌”，医护人员的子女被托儿所、幼儿园拒收，有的原单位领导要求医护人员就参加志愿活动谢罪。学会表示，上述问题已经涉及人权问题，强烈抗议。此前爆發疫情的相模原中央医院也发表公告，表示医护人员和子女受到了歧视。

## 国际援助相关争议
随着疫情在全球范围内蔓延，中国为其他发生疫情的国家提供国际援助。据英国《卫报》报道，英国政府内部的部分官员指出，中国这种做法是“借疫情获利”，是“宣传攻势”、“扩大影响力”。中华人民共和国外交部发言人华春莹对此回应，中国的援助展现的是“风雨同担”的共同体意识，无意借疫情扩大影响力，并质疑“他们是不是希望中国这个时候袖手旁观、无动于衷呢？”

## 抗議及衝突
2020年1月25日下午，香港特區政府宣佈將已完成預派、並有少部分居民入伙的粉嶺暉明邨暫時徵用作隔離營，附近居民擔心隔離營對鄰近社區造成衛生威脅而表示不滿，引致翌日的暉明邨衝突，到晚上大批防暴警察衝入雍盛苑、昌盛苑、華明邨等屋苑範圍拘捕11人。1月28日政府宣布放棄粉嶺暉明邨作檢疫設施。
1月28日，福建省寧德市霞浦縣在經濟開發區大沙園區選定一間未使用的宿舍樓，準備用作密切接觸者備用的集中留觀點，遭1公里左右大沙村村民堵路抗議。東網及now新聞台引用網上片段，指示威村民認為選址距民居太近，擔心隔離者傳染，向警察投擲雜物並爆發肢體衝突，多人被帶走。當地應對冠狀病毒病感染肺炎疫情指揮部則指選址的宿舍樓附近無人居住，部分村民不理解，採取過激行為，勸導後事件已平息。
1月29日晚间，在武汉市第四医院古田院区的隔离区，一名COVID-19患者在无生命体征后，其家属情绪激动殴打医护人员，一名醫生脖子上有紫红色挠痕，还有一些医护人员防护服被撕烂。武汉警方随后將打人者柯某刑事拘留。
1月29日，大韓民國政府宣布，臨時徵用忠清南道牙山市及忠清北道鎮川郡的公務員設施，用作從中國武漢撤僑後的臨時隔離觀察中心，附近民眾不滿選址靠近民居而連日發起抗議，包括拖拉機堵路、擲雞蛋及拉扯到訪高官。翌日，政府表示不會更改決定，總統文在寅並呼籲國民理解。
1月30日晚，武漢興建中的火神山醫院發生兩派地盤工人衝突事件，武漢市城鄉建設局事後通報，指2間施工單位就一條道路開挖問題有誤會，引致爭執推搡被勸阻，無人受傷，建設已恢復，懇請體諒高壓下失態行為。
2月3日，中央通訊社及香港有線新聞報道，印度尼西亞從中國武漢撤僑公民的隔離觀察地點納土納群島發生抗議，數百名民眾戴著口罩在議會大樓前示威，他們認為隔離區離住宅區僅幾公里，距離過近，令當地居民面臨危險，部分民眾其後在用於隔離的軍營前焚燒雜物。
2020年2月6日18时20分许，红河州红河县阿扎河乡洛孟村委会洛玛村村民马建国在驾车载人行至一卡点时，其同行人員下车擅自搬除路障，馬建國在發現卡点工作人员用手机拍摄取证後將2名工作人員殺死。3月1日，云南省红河州中级人民法院以故意杀人罪判处马建国死刑，剥夺政治权利终身。7月9日，馬建國被執行死刑。
3月9日，因抗议意大利政府的防疫措施，意大利多所监狱发生暴动事件。暴动致使20名囚犯越狱，6名囚犯死亡。9日上午，共有50名囚犯在骚乱中逃出意大利南部的福贾监狱，警方成功制止了其中30名囚犯越狱，另有20名在逃。同时，首都罗马的两个监狱和普拉托省的一个监狱也因囚犯暴动而发生火灾。目前意大利各地监狱暴动已造成7名囚犯死亡，其中有人死于精神药物服用过量，有人因火灾烟雾窒息死亡。同时在米兰的圣维托雷监狱和罗马的雷比比亚监狱也发生了严重的骚乱，囚犯们纵火焚烧了床垫，还袭击了医务室。最严重的暴动发生在米兰南部的帕维亚监狱，囚犯们破坏了监狱设施，在监狱管理人员与之进行了「漫长而艰难的谈判」过后，他们才被说服返回牢房。
3月12日，湖北应城市海山小区出现近百人聚集事件。煽动者曾某智（外号“曾哥”）等人以封闭管控期间物业管理不规范、生活物资配送价格过高为由，实则为了达到谋取海山业主委员会主任职务及长期不交物业管理费的个人目的，组织煽动亲友及群众近百人在小区聚集，并喊“海山物业下课，解散业委会”等口号。经现场劝阻，示威者20时左右自行散去。3月25日，曾某智再次组织煽动多人聚集，警方于3月27日依法将其行政拘留，后于4月9日转为刑事拘留，4月17日被应城市人民检察院批准逮捕。
3月21日，哥伦比亚全国14所监狱发生骚乱，在押人员要求改善监狱医疗条件，加强监狱系统的疫情防控。首都波哥大的三所主要监狱当天也发生骚乱，目击者称，监狱内传出激烈枪声，附近停有多辆救护车。网上片段显示，监狱内起火冒出白烟并不时传出怀疑枪声。大批家属赶到监狱打听消息，他们大部分人都有戴上口罩，部分人冲击监狱外的铁门要求狱方交待囚犯情况，有人情绪激动晕倒，大批狱警在场戒备。身穿防暴装备的安全部队到场增援，又调动大批警力到场。当局指最少有名监狱工作人员受伤，其中两人情况危殆。哥伦比亚司法和法律部22日确认，哥首都波哥大一座监狱21日发生暴动，已造成23人死亡、90人受伤。
3月26日，美国密苏里州一男子因不满政府应对COVID-19大流行的防疫举措，密谋炸毁医院，随后被FBI击毙。据密苏里州卫生部统计，截至周三（3月25日）下午2点30分，密苏里州共确诊356例COVID-19感染病例，其中8人死亡。针对疫情的蔓延，密苏里州堪萨斯城政府却只有呼吁人们「待在家里，减少出行」这一项抗疫措施。36岁的蒂莫西·威尔逊（Timothy Wilson）是密苏里州的一名居民，他因此对联邦政府的防疫举措感到失望，认为他们做的远远不够，他计划用车载简易爆炸装置炸毁堪萨斯城附近一家收治COVID-19患者的医院，以此造成大规模伤亡，并引起政府的注意。FBI则称威尔逊是一个潜在的暴力极端分子，受到种族敌意、宗教驱使，并且对政府极不信任，近几个月以来他们一直在追踪他。当FBI试图逮捕威尔逊时，他携带了武器。当时，FBI以为威尔逊携带了一枚炸弹，在抓捕过程中朝他射击。随后威尔逊被紧急送往附近的医院，但最终不治身亡。后经证实，他当时并没有携带炸弹。
3月27日，在湖北省宣布解除交通管控后，一批打算由湖北省黃梅縣前往江西九江市復工的民眾，在九江长江大桥被10名以上特警制服。事件其後演變成兩地執法人員發生的衝突，有公安民警被推跌在地上。其后兩地政府介入調停，至当日下午，大橋秩序已經逐步恢復。3月28日，九江市潯陽區新冠肺炎疫情防控應急指揮部與黃岡市黃梅縣新冠肺炎疫情防控工作指揮部發出聯合公告，強調潯陽黃梅兩地相鄰，人員相親，交往密切，經共同協商並報上級指揮部同意後，雙方均撤銷疫情防控期間設置的臨時防疫站，確保往來車輛人員無障礙通行。
4月17日，100多名示威者聚集在洛杉矶亨廷顿海滩，抗议加州政府颁布的“居家令”及隔离封锁措施；在明尼苏达州，一个自称“解放明尼苏达”的组织不顾“居家令”的规定，在州长蒂姆·瓦尔茨的住所前示威。4月18日，加利福尼亚州、得克萨斯州、印第安纳州、犹他州、马里兰州、科罗拉多州、威斯康星州和密歇根州均出现了要求解除“居家令”及隔离封锁措施的抗议集会。抗议者大规模聚集，很多人甚至没有戴口罩。在位于奥斯汀的美国得克萨斯州议会大厦前，有很多居民拒绝遵守“社交距离”规定，并为特朗普希望能够解雇安东尼·弗契而欢呼。对此，特朗普4月17日连发三条推文，用大写字母写道“解放密歇根州。解放明尼苏达州。解放弗吉尼亚州，保有伟大的宪法第二修正案赋予你们的权利（即公民有持枪权）。它正在受到封锁。”，鼓励这些抗议者。4月20日，雅虎发表了一项民意调查，显示60%的公众反对抗议，只有22%的公众支持抗议者。而在共和党内部，47%的共和党人反对抗议活动。雅虎的民调还显示71%的美国人和56%的共和党人更关心的是取消冠状病毒居家限制措施太快，认为在必要情况下应延长“居家令”及隔离封锁措施。安东尼·弗契表示，除非病毒得到控制，否则美国经济不会复苏。他说，他向抗议者传达的信息是，“从经济学的角度来看，封锁是一种伤害，但过早重新开放可能会造成更大的伤害。”华盛顿邮报则评论，认为美国的个人权利思想已经阻碍了抗击流行病的斗争，“我们可能已经在个人自由方面走得太远，没有对病人进行更多的接触追踪和隔离；在联邦制方面走得太远，没有协调国家的反应；在自由市场方面走得太远，没有保障就业。”并将抗议者类比为伤寒玛丽。
据自由之家发布的中国异见监测2022年6月至9月的第一份季度报告，称尽管中国共产党统治的压制性日益增强，但异议活动经常发生，而且在地域上广泛存在，对中国的当权者构成挑战。

### 與傳統的對立
- 雖然大多數國家的傳染病防治法規會規定罹患法定傳染病的遺體必需甚至立即以火葬方式處理，以免疫情散布。但是可能因此與當事家屬發生爭執，認為火化屍體不符合當地的傳統文化（例如：將沒有來世、破壞了屍體自然腐化過程等）。2019冠狀病毒病疫情爆發時，也遭到類似反對。

- 疫情在以色列各地延燒時有50%確診病人為哈雷迪猶太教教徒，被認為是他們無視政府規定的結果，但在疫情擴大後他們也開始收斂。[149]

## 其他
2020年2月末，日本網路流傳一帖文，引用中華人民共和国駐日本大使館2月27日在其官网上发布的《中国駐日本大使馆致在日同胞的公开信》中，“日本冠狀病毒病肺炎疫情不断變化”這句話，稱中國政府要將冠狀病毒病肺炎稱為「日本肺炎」。事後日本媒體出面澄清，表示純粹誤會。日本HUFFPOST記者表示，「日本冠狀病毒病肺炎疫情不断变化」在中国的意思應理解為「在日本的冠狀病毒病肺炎」，而不是「日本肺炎」。
2020年4月，密苏里州检察长办公室提起诉讼，指控中国政府隐瞒新冠病毒人传人的事实，并且未及时向世界通报疫情的真实情况。中国还涉嫌在疫情初期囤积大量个人防护物资，阻碍了美国等国家及时获得必需的医疗设备。2025年3月，美国联邦法官林博（Stephen N. Limbaugh Jr.）判定中国政府必须赔偿密苏里州240亿美元。密苏里州表示，会透过扣押中国位于密苏里州的农田来执行这项判决。中国驻美大使馆则对此表示强烈反对。
2024年6月14日，路透社发布调查报告称，五角大楼在2020—2021年间，曾执行一项秘密行动，持续使用虚假账号在社交媒体上，针对菲律宾、中亚、中东等地区，散播关于中国口罩、检测试剂盒和疫苗质量的虚假信息。据悉，美国防部已承认这一指控，并向菲律宾保证，军方已大大改善对此类行动的监督和问责。